# Henriëtte Catharina van Joyeuse
Henriëtte Catharina van Joyeuse (Parijs, 8 januari 1585 - 25 februari 1656) was van 1608 tot 1647 hertogin van Joyeuse en van 1641 tot 1654 gravin van Joinville. Ze behoorde tot het huis Joyeuse.

## Levensloop
Henriëtte Catharina werd geboren in het Louvre, als dochter van hertog Hendrik van Joyeuse uit diens huwelijk met Catherine Nogaret de la Valette, zus van Jean Louis de Nogaret de La Valette, hertog van Épernon.
Nadat haar moeder gestorven was en haar vader toegetreden was tot de kapucijnenorde groeide Henriëtte Catharina op bij haar grootmoeder langs vaderszijde, Marie de Batarnay. Na dier dood in 1595 verbleef Henriëtte weer bij haar vader. In 1597 huwde ze met Hendrik van Bourbon (1573-1608), de hertog van Montpensier. Ze kregen een dochter Maria (1605-1627), die in 1626 huwde met hertog Gaston van Orléans, de broer van koning Lodewijk XIII van Frankrijk. In 1608 stierven zowel haar eerste echtgenoot als haar vader en werd Henriëtte Catharina hertogin van Joyeuse. Op 5 januari 1611 huwde ze met haar tweede echtgenoot, hertog Karel I van Guise (1571-1640). Zij kregen in totaal elf kinderen.
Henriëtte Catharina leidde een vroom leven, stond dicht bij de koninklijke familie en was een goede vriendin van koningin-moeder Maria de' Medici. Nadat haar echtgenoot betrokken was bij complotten tegen Kardinaal de Richelieu, moest ze hem desalniettemin in maart 1635 in ballingschap volgen. Het echtpaar verbleef in Florence. Na de dood van Karel I van Guise in september 1640 keerde Henriëtte Catharina terug naar Frankrijk, waar ze zich de rest van haar leven wijdde aan naastenliefde en vrome werken. 
Nadat haar zoon Hendrik II van Guise in opstand was gekomen tegenkardinaal de Richelieu en in ballingschap werd gestuurd, werd Henriëtte Catharina in 1641 tevens gravin van Joinville. In 1647 stond ze haar titel van hertogin van Joyeuse af aan haar jongere zoon Lodewijk en nadat die in 1654 overleed, schonk ze haar titel van gravin van Joinville aan diens zoon Lodewijk Jozef.
Henriëtte Catharina van Joyeuse stierf in februari 1656 op 71-jarige leeftijd en werd bijgezet in de Kapucijnenklooster van Parijs.

## Nakomelingen
De elf kinderen van Henriëtte Catharina van Joyeuse en haar tweede echtgenoot Karel I van Guise waren:
- Frans (1612-1639), prins van Joinville
- een tweeling (1613), die zeer zwak waren en een dag na de geboorte stierven
- Hendrik II (1614-1664), aartsbisschop van Reims, hertog van Guise, graaf van Eu en prins van Joinville
- een dochter (1617-1618), stierf enkele maanden na de geboorte aan verkoudheid
- Maria (1615-1688), hertogin van Guise en prinses van Joinville
- Karel Lodewijk (1618-1637), hertog van Joyeuse
- Françoise Renée (1621-1682), abdis van Montmartre
- Lodewijk (1622-1654), hertog van Joyeuse
- Roger (1624-1653), commendatair abt van de abdij van Eu
- Françoise (1627-1682), abdis van het Sint-Pietersklooster in Reims